# Taman Raja
Taman Raja is een bestuurslaag in het regentschap Tanjung Jabung Barat van de provincie Jambi, Indonesië. Taman Raja telt 3607 inwoners (volkstelling 2010).